# Pater Moeskroen
Pater Moeskroen is een Nederlandse muziekband, opgericht in 1985. De band heeft een gevarieerd muziekrepertoire, met elementen van zowel folk en Keltische muziek alsook klezmer en punk, waarbij alle nummers zijn voorzien van Nederlandstalige tekst.
De band geeft in de zomer vaak feestavonden en popconcerten en houdt in de wintermaanden serieuzere theatertournees. Tijdens de voorstellingen worden tientallen muziekinstrumenten gebruikt.

## Ontstaan en ontwikkeling
De band ontstond in de zomer van 1985, toen Martien van Oostrom, Ad Grooten en Wilbert van Duinhoven met een straatmuziekgroep door Frankrijk trokken. Ze vatten het plan op om een feestband op te richten. Toen ze in België door de stad Moeskroen trokken, was de naam van de band geboren. In eerste instantie was de naam beoogd voor een biermerk dat men wilde gaan brouwen, maar toen later met Ton Smulders het idee postvatte om een feestband te beginnen, werd deze naam gebruikt. 
Jan Evers, de huisgenoot van Smulders, werd als fluitist bij de band gehaald. Marcel Sophie, een schoolgenoot van Smulders, Grooten en van Oostrom, kwam ook bij de band. De broedplaats voor de band was de hogeschool Middeloo in Amersfoort (inmiddels opgegaan in de Hogeschool Utrecht). De meeste leden van Pater Moeskroen kenden elkaar van deze onderwijsinstelling, waar zij op dat moment de opleiding tot muziektherapeut volgden.
Op 26 januari 1986 trad Pater Moeskroen voor het eerst op, in het Café van Zanten in Amersfoort. Een jaar later werd het eerste album Alle 7 tips uitgebracht, aanvankelijk alleen op muziekcassette. In 1998 verscheen het geremasterd op cd. In 1989 werd de cd Nooit van gehoord? live opgenomen.
Na de komst van Koert Ligtermoet kreeg de band in 1991 voor het eerst landelijke bekendheid met de single Roodkapje en het album Aan de macht. Deze single en Hela Hola werden door Peter Koelewijn geproduceerd. Na onvrede over de muzikale koers kwam er echter een einde aan de samenwerking. 
In 1993 ontving Pater Moeskroen de Gouden Notekraker, een prijs voor de beste live-optredens.
Vanaf 1995 trad Pater Moeskroen ook op in theaters. De eerste show heette Psalmenstrand. De hierop volgende theatertours waren Wilde Liefde, Spanning & Spinazie en (on)gewenste Ultimiteiten.
Met de shows Diddelidee!, Sprookjes en Zee maakte de band gebruik van toneelregisseur Dick Hauser. Deze shows zijn deels muzikaal cabaret.
Voor de theatershow Zee werkte de band samen met koren uit de plaatsen waar de show plaatsvond; de vrouwenpartijen uit die koren zongen dan mee. 2006 stond in het teken van het twintigjarig jubileum. Ter gelegenheid hiervan was er op 26 januari 2006 een eerste feestoptreden en de cd XX deel 1. In het tweede weekend van juli was er een feestweekend in het Zuid-Hollandse Nieuwveen, waar de cd XX deel 2 werd uitgebracht.
De volgende theatertour heette NU en heeft in twee seizoenen 49 theaters aangedaan. Hiervan is de gelijknamige cd en dvd uitgekomen.
In het seizoen 2008-2009 speelde Pater Moeskroen voor het eerst een show met repertoire van een ander. Het programma was getiteld Pater Moeskroen komt van het dak af en daarin werden liedjes van Peter Koelewijn ten gehore gebracht. Het repertoire omvatte ook nummers die Koelewijn had geproduceerd voor anderen, waaronder Beestjes, Foxy Foxtrot en Ik ben gelukkig zonder jou. Koelewijn, zelf ooit producer van de eerste twee hitsingles van Pater Moeskroen, nam ter gelegenheid van deze show samen met Pater Moeskroen een single op.
Het 25-jarig bestaan van de band werd gevierd met een cd en een theatertournee, genaamd Pater Moeskroen en de Kelten. Het programma ging in januari 2011 in première.
Op 1 april nam Ad Grooten afscheid. Hij werd vervangen door Rolf Rombouts, die met Pater Moeskroen de theaters in ging met het programma Karavaan.
In november 2011 trad Pater Moeskroen op tijdens het slotconcert van Rowwen Hèze in America.
Begin 2015 verliet zanger Marcel Sophie de band, in verband met zijn emigratie naar Engeland.
Na de Fiesta Tour nam Rolf Rombouts afscheid van de band en nam Jack Glasbergen zijn positie over. 
Inmiddels bestaat de band nog uit de vier vaste leden Martien van Oostrom, Bart Swerts, Vincent van Lent en Coen Blokx. Regelmatig schuiven Rolf Rombouts en/of Kris Tiemens weer aan om de band compleet te maken. 
In 2020 was de band van plan om het 35-jarig jubileum te vieren met de theatertour Pater Moeskroen Geeft een Rondje! Vanwege de coronapandemie moest deze tour met twee jaar worden uitgesteld, om in 2022/2023 alsnog uitgespeeld te worden. De show bleef Pater Moeskroen Geeft een Rondje heten, maar het jubileum werd met twee jaar verlengd. 
Pater Moeskroen is een actieve ambassadeur van Alpe d'Huzes en geeft sinds jaar en dag acte de présence op de beroemde Alpe d'Huez in Frankrijk. De meeste band- en crewleden fietsen of wandelen ook daadwerkelijk mee voor KWF Kankerbestrijding, maar íedereen zet zich op het slotfeest in om de geweldige ervaringen te bestempelen met een prachtige eindshow. Het nummer Honderd is daar vast onderdeel van de setlist.

## Huidige bezetting
- Martien van Oostrom (zang, drums, toetsen, buisklokken en accordeon)
- Bart Swerts (zang, bas, contrabas, gitaar, draailier en mondharmonica) vanaf 2004
- Vincent van Lent (dwarsfluit, tinwhistle , trompet, bugel (aka flugelhorn), trombone, saxofoon, doedelzak, mandoline, banjo, gitaar, toetsen en zang) vanaf 2006
- Coen Blokx (drums en cajón) vanaf 2014

## Voormalige of 'flexibele' bandleden
- Koert Ligtermoet (drums) 1989–1996
- Jan Evers (zang, dwarsfluit, klarinet, saxofoon en fluitjes) 1985–2000
- Ton Smulders (zang, gitaar, bas, tuba, sousafoon en charango) 1985–2004
- Wilbert van Duinhoven (zang, bas, accordeon, trombone en gitaar) 1985–2004
- Ad Grooten (zang, gitaar, banjo, mandoline, fluitjes, saxofoon, cister en doedelzak) 1985-2012
- Thomas Gerretsen (zang, drums, percussie, xylofoon) 1996 - 2014
- Marcel Sophie (zang, gitaar en percussie) 1985 - 2015
- Rolf Rombouts (basgitaar, bastuba, contrabas, eufonium, trombone, surdo, gitaar) vanaf 2012-2018 en vanaf 2020 als gast
- Jack Glasbergen (Bas, zang) van 2018 tot 2020
- Jeroen Goossens (zang, dwarsfluit, fagot, klarinet, saxofoon, blokfluit en etnische blaasinstrumenten) 2000–2006, vanaf 2015 als gast
- Kris Tiemens (basgitaar) vanaf 2020 als gast

## Discografie

### Albums
| Album met eventuele hitnotering(en) in de Nederlandse Album Top 100 | Datum van verschijnen | Datum van binnenkomst | Hoogste positie | Aantal weken | Opmerkingen |
| ------------------------------------------------------------------- | --------------------- | --------------------- | --------------- | ------------ | ----------- |
| Alle 7 tips                                                         | 1987                  | -                     |                 |              |             |
| Nooit van gehoord? (Wel 'ns van geroken ja. Telt dat ook?)          | 1989                  | -                     |                 |              |             |
| Pater Moeskroen aan de macht!                                       | 1991                  | 30-11-1991            | 36              | 14           |             |
| Een heidens kabaal                                                  | 1992                  | 12-12-1992            | 93              | 4            |             |
| Steelt de schouw!                                                   | 1994                  | -                     |                 |              |             |
| 10 Jaar dikke pret                                                  | 1996                  | -                     |                 |              |             |
| Wilde liefde                                                        | 1996                  | -                     |                 |              |             |
| Spanning & spinazie                                                 | 1997                  | -                     |                 |              |             |
| (On)gewenste ultimiteiten                                           | 1998                  | -                     |                 |              |             |
| Heimwee                                                             | 2001                  | -                     |                 |              |             |
| Diddelidee! Live                                                    | 2001                  | -                     |                 |              | Livealbum   |
| Niets is wat het lijkt                                              | 2002                  | -                     |                 |              |             |
| Zee                                                                 | 2004                  | -                     |                 |              |             |
| XX deel 1                                                           | 2006                  | -                     |                 |              |             |
| XX deel 2                                                           | 2006                  | -                     |                 |              |             |
| NU                                                                  | 2006                  | -                     |                 |              |             |
| Pater Moeskroen komt van het dak af!                                | 2008                  | -                     |                 |              |             |
| Pater Moeskroen en de Kelten                                        | 2011                  | -                     |                 |              |             |
| Liever LIVE                                                         | 2012                  | -                     |                 |              | Livealbum   |
| Karavaan                                                            | 2014                  | -                     |                 |              | Ep          |
| Vagebond                                                            | 2015                  | -                     |                 |              |             |
| Fiesta                                                              | 2017                  | -                     |                 |              |             |
| De Reservebelgen                                                    | 2019                  | -                     |                 |              |             |

### Singles
| Single met eventuele hitnotering(en) in de Nederlandse Top 40 | Datum van verschijnen | Datum van binnenkomst | Hoogste positie | Aantal weken | Opmerkingen                 |
| ------------------------------------------------------------- | --------------------- | --------------------- | --------------- | ------------ | --------------------------- |
| Roodkapje                                                     | 1991                  | 19-10-1991            | 2               | 14           | Nr. 2 in de Single Top 100  |
| Hela hola! (tut hola)                                         | 1992                  | 29-02-1992            | 11              | 6            | Nr. 8 in de Single Top 100  |
| Werken is ongezond                                            | 1992                  | -                     |                 |              |                             |
| Nobody is perfect                                             | 1992                  | -                     |                 |              |                             |
| Paterke                                                       | 1992                  | -                     |                 |              |                             |
| Oren                                                          | 1993                  | -                     |                 |              |                             |
| Kom maar binnen!                                              | 1993                  | 27-11-1993            | tip4            | -            | Nr. 31 in de Single Top 100 |
| Zuster Angelique                                              | 1994                  | -                     |                 |              |                             |
| Le plastique c'est fantastique                                | 1994                  | -                     |                 |              |                             |
| Trek die zak in tweeën                                        | 1994                  | -                     |                 |              |                             |
| Father Moeskroen - Hyper the pipe hurray                      | 1995                  | -                     |                 |              |                             |
| Laat maar waaien                                              | 1995                  | 10-02-1996            | tip2            | -            | Nr. 42 in de Single Top 100 |
| Eten!                                                         | 1995                  | -                     |                 |              |                             |
| In spin                                                       | 1997                  | -                     |                 |              |                             |
| Nog één keer                                                  | 1998                  | -                     |                 |              |                             |
| Dansen                                                        | 1999                  | -                     |                 |              |                             |
| Zet de tijd stil                                              | 2000                  | -                     |                 |              |                             |
| Vannacht                                                      | 2001                  | -                     |                 |              |                             |
| Heimwee                                                       | 2001                  | -                     |                 |              |                             |
| Vul mijn hart                                                 | 2003                  | -                     |                 |              |                             |
| De ark (Ahoy!)                                                | 2004                  | -                     |                 |              |                             |
| Honderd                                                       | 2004                  | -                     |                 |              |                             |
| Halleluja                                                     | 2005                  | -                     |                 |              |                             |
| Het zit er niet in dat ik oud word                            | 2008                  | -                     |                 |              | met Peter Koelewijn         |
| Naar de Top                                                   | 2011                  | -                     |                 |              | speciaal voor alpe d'huzes  |
| Naar huis                                                     | 2012                  | -                     |                 |              | Nr. 27 in de Single Top 100 |
| Allemaal voor jou                                             | 2012                  | -                     |                 |              |                             |
| Zoveel mensen                                                 | 2014                  | -                     |                 |              |                             |
| Hé hé                                                         | 2014                  | -                     |                 |              |                             |
| Bertus                                                        | 2015                  | -                     |                 |              | met Lawineboys              |
| Dan weet ik dat het zomer is                                  | 2017                  | -                     |                 |              |                             |
| Laat Maar Waaien 2.0                                          | 2017                  | -                     |                 |              |                             |
| Doe De Sirtaki                                                | 2018                  | -                     |                 |              |                             |
| Bella Ciao                                                    | 2018                  | -                     |                 |              |                             |
| Roodkapje 2.0                                                 | 2019                  | -                     |                 |              | met Jo van Egmond           |
| Hela hola! (tut hola) 2.0                                     | 2019                  | -                     |                 |              |                             |
| Daar komt de bruid                                            | 2020                  | -                     |                 |              |                             |
| Mondkapje                                                     | 2020                  | -                     |                 |              |                             |
| Met Kerst Mis                                                 | 2024                  | -                     |                 |              |                             |
| Ergens op de wereld                                           | 2025                  | -                     |                 |              |                             |

## Dvd
Pater Moeskroen heeft vijf theatershows uitgebracht op dvd:
- Sprookjes: deze dvd is opgenomen in De Speeldoos in Baarn en laat een groot gedeelte van de show zien.
- Zee: weer opgenomen in De Speeldoos.
- Nu: opgenomen in De Kring in Roosendaal.
- Pater Moeskroen komt van het dak af: opgenomen in Schouwburg Het Park in Hoorn. Deze dvd laat de hele show zien incl. een making-of.
- Pater Moeskroen en de Kelten

## Gerelateerde bands
De bandleden zijn ook actief op het gebied van produceren, schrijven en componeren en doen mee aan andere muzikale acts.
Marcel Sophie en Ad Grooten zijn betrokken bij Cowboy Billie Boem, een kinderband. Marcel Sophie speelt daarbij de indiaan naast Bart Pullens, de cowboy. Ad Grooten schrijft de meeste muziek voor deze kinderband; ook Thomas Gerretsen helpt muzikaal mee. De act Cowboy Billie Boem is onder meer te zien bij de Teletubbies, waarbij ook geluidsman Matthijs van Nahuis meespeelt.
Ad Grooten heeft een solo cd uitgebracht met de titel Eilandskind. Deze cd bevat gastoptredens van o.a. Gerard van Maasakkers, Henk Hofstede en leden van Pater Moeskroen.
Martien van Oostrom is als producer actief voor het viswijvenkoor Sootje Visch uit Zevenhuizen. Dit koor heeft ook enkele malen meegewerkt aan de theatervoorstelling Zee.
Vincent van Lent is orkestleider van het Wintercircus Martin Hanson waar ook Thomas Gerritsen en Bart Swerts in het orkest spelen.
Bart Swerts heeft een eigen Nederlandstalige bluesband, Kakofonix genaamd.